# Oratorio della Purità
L'oratorio della Purità è un edificio religioso di Udine.

## Storia
Posto a destra della Cattedrale, l'oratorio fu eretto nel 1757 per volere del cardinale Daniele Dolfin, il quale fece acquistare ed abbattere il precedente teatro appartenente alla famiglia Mantica, in modo che vicino alla cattedrale cittadina non fosse presente un luogo di divertimento. Il progetto fu affidato a Luca Andreoli.
Durante la seconda guerra mondiale, gli affreschi del soffitto e delle pareti furono protetti contro eventuali bombardamenti aerei. Nella notte del 7 marzo 1945 durante un'incursione aerea alcuni spezzoni incendiari caddero a grappolo intorno alla chiesa, due ne forarono il tetto, ma si spensero sul pavimento del primo piano, quello sovrastante l'Assunzione di Giambattista Tiepolo.
Negli anni cinquanta, però, gli affreschi del figlio Domenico subirono danni dovuti ad infiltrazioni d'acqua. Solo nel luglio 1965 iniziarono lavori di restauro degli affreschi danneggiati, strappati e messi su appositi pannelli, furono restaurati su appositi pannelli e ricollocati in posizione nel 1969. Tutto il complesso pittorico è stato fatto oggetto di un nuovo intervento conservativo nel 1995.

## Interno

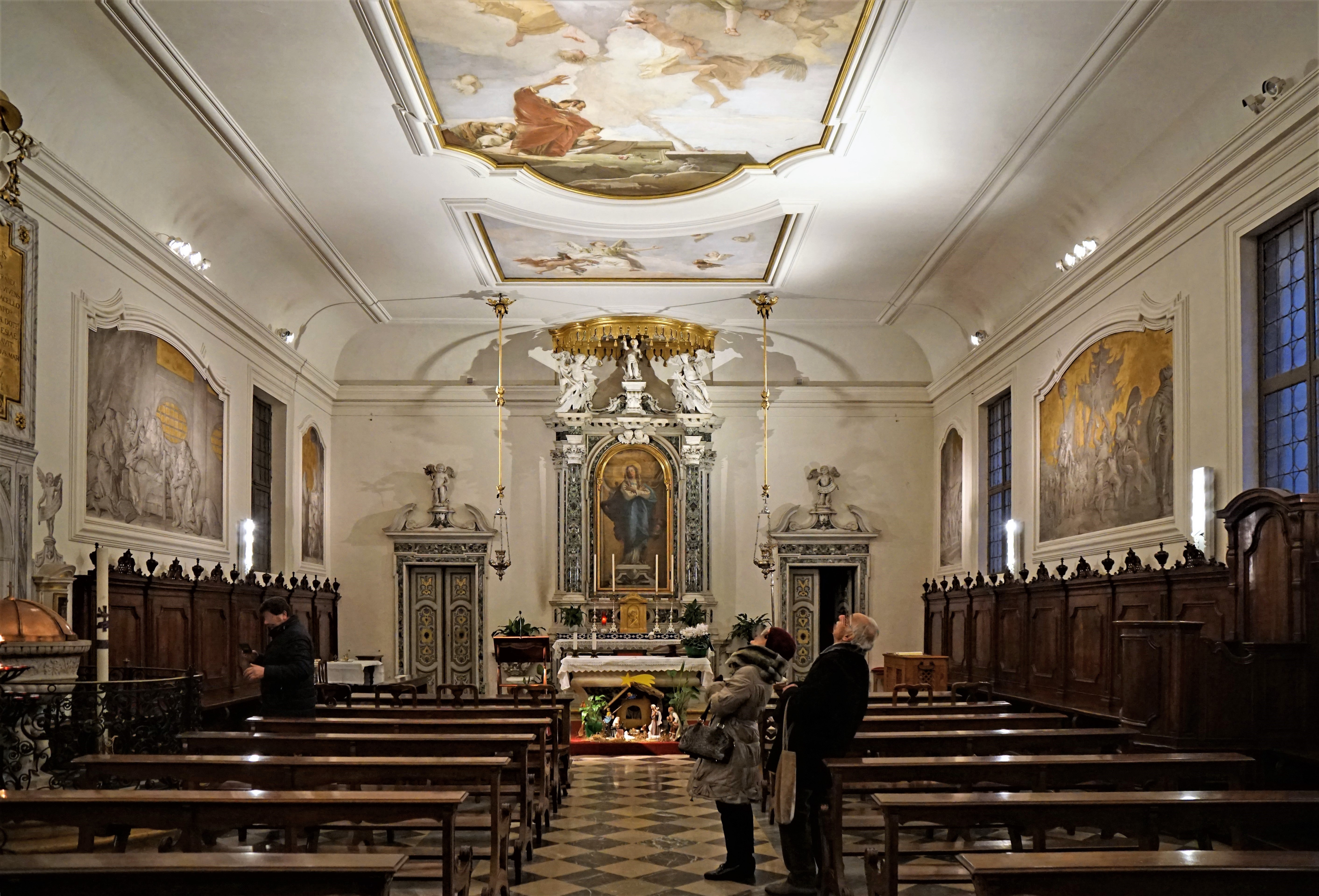
Interno

Sul soffitto si può ammirare l'affresco della Assunta, il capolavoro del secondo periodo udinese di Giambattista Tiepolo. La Assunta è circondata da due riquadri, uno superiore e l'altro inferiore, con Gloria di angeli. Altra opera dello stesso autore, posta come pala dell'unico altare, è l'Immacolata.
Lungo le pareti vi sono gli affreschi a chiaroscuro su sfondo d'oro, opere di Giandomenico Tiepolo, figlio di Giovanni Battista. Rappresentano otto scene di carattere biblico:
| Immagine | Titolo                                                      | Immagine | Titolo                                         |
| -------- | ----------------------------------------------------------- | -------- | ---------------------------------------------- |
|          | Gesù tra i fanciulli                                        |          | Gesù tra i dottori del Tempio                  |
|          | Il re Antioco condanna i sette fratelli                     |          | Giacobbe benedice i figli                      |
|          | Le fanciulle d'Israele muovono incontro a Davide vittorioso |          | Ingresso a Gerusalemme                         |
|          | Nabuccodonosor condanna i fanciulli alla fornace            |          | I lupi divorano i fanciulli che insultano Elia |

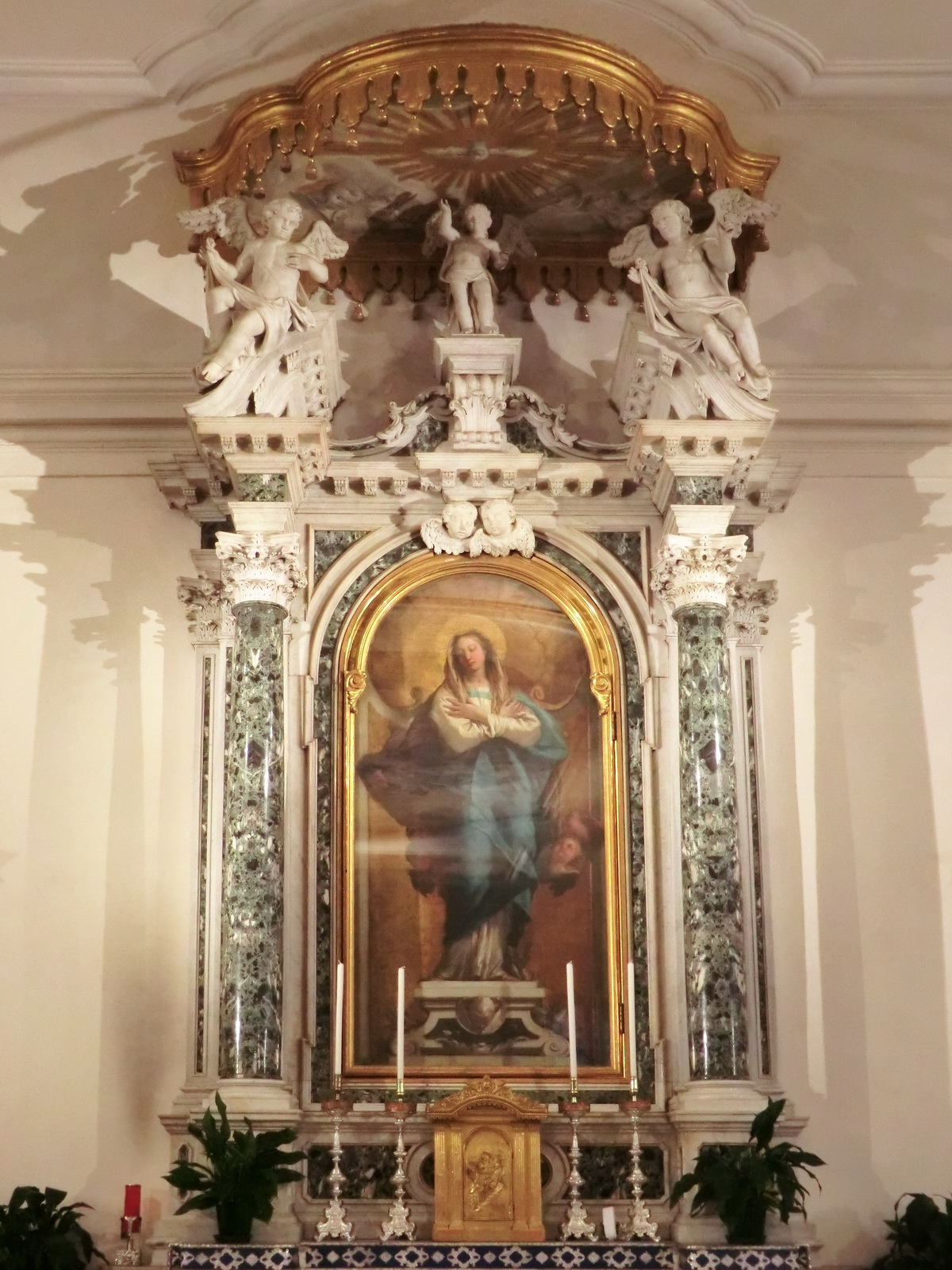
Altare con lImmacolata di Giovanni Battista Tiepolo.

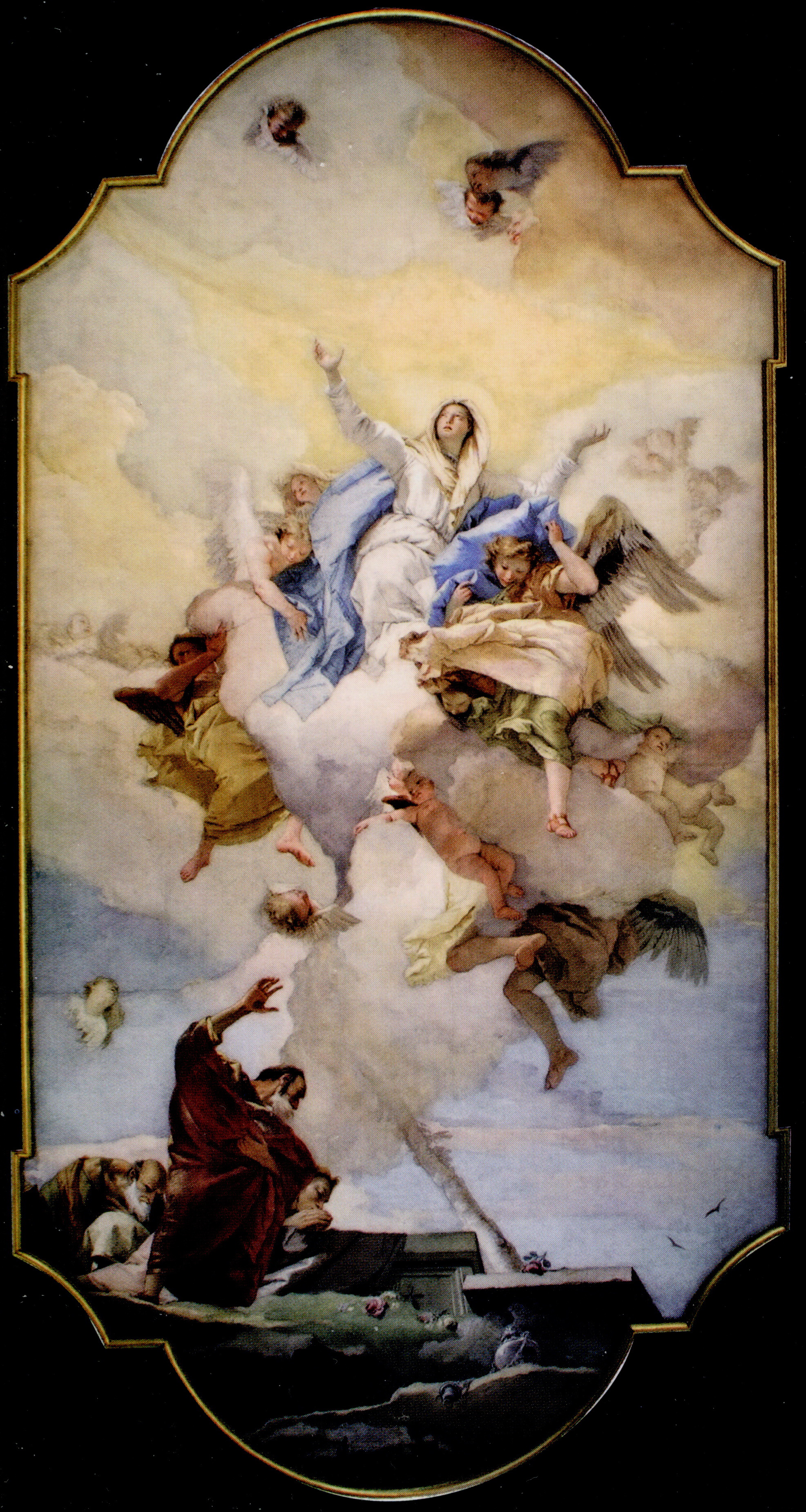
Giovanni Battista Tiepolo - Assunta.

Sul lato sinistro è presente anche un fonte battesimale del 1480, opera di Giovanni di Biagio da Zuglio.